# Libellula
Libellula är ett släkte i insektsordningen trollsländor som tillhör familjen segeltrollsländor. De flesta arter förekommer i tempererade delar av den norra hemisfären, särskilt i Nordamerika. I Sverige representeras släktet av tre arter.

## Arter
- Libellula angelina
- Libellula auripennis
- Libellula axilena
- Libellula comanche
- Libellula composita
- Libellula croceipennis
- Libellula cyanea
- Libellula depressa
- Libellula flavida
- Libellula foliata
- Libellula forensis
- Libellula fulva
- Libellula gaigei
- Libellula herculea
- Libellula incesta
- Libellula jesseana
- Libellula luctuosa
- Libellula mariae
- Libellula melli
- Libellula needhami
- Libellula nodisticta
- Libellula pulchella
- Libellula quadrimaculata
- Libellula saturata
- Libellula semifasciata
- Libellula vibrans